# 埃納托龍屬
埃納托龍屬（學名：Ennatosaurus）意為「第九個爬行動物」，是種已滅絕合弓綱動物，屬於盤龍目卡色龍科，生存於二疊紀沃德期的俄羅斯歐洲地區。
埃納托龍是種草食性動物，可能會使用寬廣的前掌挖取植物。如同其他卡色龍類，埃納托龍有小型頭部，身體寬廣。嘴部佈滿釘狀、鈍牙齒。與埃納托龍生存於相同時代、地區的動物有：草食性的夜守龍、肉食性的巴莫鱷。
根據目前發現的標本，埃納托龍的體型接近貓，但這些標本多屬於幼年個體。成年的埃納托龍，體型可能接近其近親杯鼻龍，杯鼻龍的身長約6.1公尺（20呎）。埃納托龍的化石都來自於同一挖掘地點，其中有數個幼年個體，以及一個成年個體的頭顱骨。